# Tiêu Bảo Quyển
Tiêu Bảo Quyển (giản thể: 萧宝卷; phồn thể: 蕭寶卷; bính âm: Xiāo Bǎojuàn) (483–501), tên lúc mới sinh là Tiêu Minh Hiền (蕭明賢), thường được biết đến với tước hiệu sau khi bị phế là Đông Hôn hầu (東昏侯), tên tự Trí Tàng (智藏), là vị vua thứ sáu của triều Nam Tề trong lịch sử Trung Quốc. Ông được xem là một quân chủ bạo lực, đã cho xử tử các đại thần cấp cao một cách bốc đồng, và điều này đã khiến Nam Tề xảy ra nhiều cuộc nổi loạn lớn. Cuộc nổi loạn cuối cùng là của Tiêu Diễn, người này đã lật đổ được Tiêu Bảo Quyển và cả triều đại Nam Tề, thiết lập nên triều Lương. Sau khi Tiêu Bảo Quyển bị sát hại trong một cuộc vây hãm kinh thành Kiến Khang, Tiêu Diễn đã giáng tước hiệu của ông thành Đông Hôn hầu.

## Thân thế
Tiêu Bảo Quyển sinh năm 483, khi đó cha của ông Tiêu Loan đã là một viên quan bậc trung-cao và có tước Tây Xương hầu do là anh họ của Vũ Đế. Tên ban đầu của ông là Tiêu Minh Hiền. Ông là con trai thứ hai của Tiêu Loan, và mẹ của ông là Tây Xương hầu phu nhân Lưu Huệ Đoan (劉惠端). (Huynh trưởng Tiêu Bảo Nghĩa (蕭寶義) do Ân quý tần sinh.) Lưu phu nhân còn có ba người con trai khác là Tiêu Bảo Huyền (蕭寶玄), Tiêu Bảo Dần (蕭寶寅), và Tiêu Bảo Dung (蕭寶融), trước khi qua đời vào năm 489.
Năm 494, người cháu nội phù phiếm và không đủ năng lực của Vũ Đế-Tiêu Chiêu Nghiệp lên ngôi hoàng đế, Tiêu Loan trở thành đại tướng quân. Tiêu Loan đã tiến hành chính biến và lật đổ Tiêu Chiêu Nghiệp. (Trong khoảng thời gian này, ông đổi tên từ Minh Hiền sang Bảo Quyển.) Lúc đầu, Tiêu Loan lập người em trai của Tiêu Chiêu Nghiệp là Tiêu Chiêu Văn làm hoàng đế, rồi tiếp tục củng cố thêm quyền lực, sát hại nhiều con trai của Vũ Đế và Cao Đế, cuối cùng Tiêu Loan đoạt lấy ngai vàng về mình (tức Minh Đế). Do huynh trưởng của Tiêu Bảo Quyển là Tiêu Bảo Nghĩa bị tàn tật và không thể nói chuyện, Tiêu Bảo Quyển được phong làm thái tử.

## Làm thái tử
Không biết nhiều về các hoạt động của Tiêu Bảo Quyển khi là thái tử. Minh Đế thường kể với ông về việc Tiêu Chiêu Nghiệp muốn sát hại mình, và cảnh báo rằng ông cần hành động dứt khoát. Ngoài ra, ông không thích học mà thích dành nhiều thời gian cho các trò chơi tiêu khiển, và rằng ông là một người hướng nội-không thích nói chuyện. Năm 495, phụ hoàng ban cuộc hôn nhân giữa ông với con gái của viên quan Trữ Trừng (褚澄), Trữ Lệnh Cừ, bà trở thành thái tử phi. Năm 496, ông đã được tổ chức lễ thành niên. Năm 498, trong cuộc nổi loạn của tướng về hưu Vương Kính Tắc (王敬則), mặc dù quân của Vương còn ở cách xa kinh thành Kiến Khang, song Tiêu Bản Quyển đã nhầm lẫn khi nghĩ rằng một ngọn lửa báo hiệu quân của Vương đang ở gần kinh thành và thay một bộ y phục liền thân để cố gắng chạy trốn, song quân của Vương cuối cùng đã bị đánh bại.
Vào mùa thu năm 498, Minh Đế qua đời. Tiêu Bảo Quyển trở thành người kế vị ngai vàng.

## Trị vì
Minh Đế đã để lại một nhóm các đại thần cấp cao để phụ chính gồm: anh họ của Tiêu Bảo Quyển-Thủy An vương Tiêu Diêu Quang (蕭遙光), thượng thư Từ Hiếu Tự (徐孝嗣), người thân tín Giang Tự (江祀) và người anh em Giang Hựu (江祐), cậu của Lưu Bảo Quyển-Lưu Huyên (劉暄), và tướng Tiêu Thản Chi (蕭坦之). Tiêu Bảo Quyển lo âu về việc làm thế nào để thiết lập quyền lực trên toàn đế quốc, song thường dành thời gian của mình cho các trò chơi tiêu khiển cùng với các thuộc hạ thân tín, và thường trao thưởng tiền bạc cho họ. Các đại thần cấp cao, chủ yếu là Giang Tự, đã cố gắng kiềm chế các hành động của ông, và điều này đã khiến cho vị hoàng đế trẻ tuổi chứa oán hận tỏng lòng. Tiêu Bảo Quyển được mô tả lại rằng không thích nghị triều với các quan lực mà chỉ thích chơi với các hoạn quan, lính gác và các sứ giả. Ông lập Thái tử phi của mình làm hoàng hậu, và lập người con trai có tên Tiêu Tụng (蕭誦) làm thái tử, song thái tử là con trai của Hoàng thục nghi.
Tiêu Bảo Quyển ngày càng tỏ ra mình là một quân chủ thiếu đức hạnh, Giang Tự vì thế đã bắt đầu thảo luận với các đại thần cấp cao nhằm phế truất ông và đưa hoàng đệ là Giang Hạ vương Tiêu Bảo Huyền lên thay thế. Tuy nhiên, Lưu Huyên không ưa Tiêu Bảo Huyền, và Tiêu Diêu Quang đã sử dụng tình tiết này để hướng cuộc thảo luận đến quyết định đưa mình lên làm hoàng đế. Tuy nhiên, Lưu Huyên cũng phản đối việc này, và đến năm 499, Tiêu Diêu Quang trọng giận dữ đã ám sát bất thành Lưu, Lưu sau đó tấu trình âm mưu với Tiêu Bảo Quyển. Ngay lập tức, Tiêu Bảo Quyển cho bắt giữ và xử tử Giang Tự cùng Giang Hựu. Trong sợ hãi, Tiêu Diêu Quang đã già vờ bị bệnh và từ nhiệm, song sau đó do sợ rằng Tiêu Bảo Quyển vẫn không tha cho mình, Tiêu Diêu Quang đã bắt đầu tiến hành một cuộc nổi loạn, bao vây hoàng cung. Quân của Tiêu Bảo Quyển dưới quyền chỉ huy của Tiêu Thản Chi cùng hai tướng Tả Hưng Thịnh (左興盛) và Tào Hổ (曹虎) đã tiến hành phản công, bao vây đại bản doanh của Tiêu Diêu Quang, cuối cùng bắt giữ và hành quyết Diêu Quang.
Sau cuộc nổi loạn của Tiêu Diêu Quang, Tiêu Bảo Quyển có được nhiều quyền lực hơn trước, và ban đầu ông thăng chức cho Từ Hiếu Tự, Tiên Thản Chi, Lưu Huyên, Tào Hổ, cũng như Thẩm Văn Quý (沈文季) nhằm thưởng công cho các đóng góp và lòng trung thành của họ. Tuy nhiên, chưa đầy một tháng sau, theo bẩm báo của những thuộc hạ (không ưa Tiêu Thản Chi), Tiêu Bảo Quyển đã cho bắt giữ và xử tử Tiêu Thản Chi. Ngay sau đó, Lưu Huyên và Tào Hổ cũng phải chịu số phận tương tự, và từ thời điểm đó trở đi, toàn bộ triều đình đều run sợ, không biết ai sẽ là người bị sát hại tiếp theo. Hai tháng sau đó, Từ Hiếu Tự và Thẩm Văn Quý cũng bị giết. Khi hay tin về việc Tiêu Bảo Quyển sát hại các đại thần cấp cao, lão tướng Trần Hiển Đạt (陳顯達), khi đó đang là thứ sử Giang Châu (江州, nay là Giang Tây và Phúc Kiến), đã bắt đầu nổi loạn, nhanh chóng tiến quân về Kiến Khang và đến được vùng bên ngoài kinh thành chỉ trong vòng chưa đầy một tháng, khoảng tết năm 500. Tuy nhiên, sau đó Trần đã chết trận, cuộc nổi loạn của ông bị đánh bại.
Sau khi Trần Hiển Đạt bị đánh bại, Tiêu Bảo Quyển càng trở nên bốc đồng hơn trong các hành vi của mình. Ông thích đi thăm nhiều nơi bên ngoài hoàng cung, song lại không muốn mọi người trông thấy dung mạo của mình, và vì thế ông sẽ cử các cận vệ đi đuổi người dân ra khỏi nhà và hàng quán của họ trước khi đến. Bất cứ ai không di tản, dù cố ý hoặc không, cũng đều bị giết. Vào thời điểm này, các thường dân cũng bắt đầu trở nên phẫn nộ với hoàng đế. Đến mùa xuân năm 500, do lo sợ, tướng Bùi Thúc Nghiệp (裴叔業), thứ sử Dự Châu (豫州, nay là trung bộ An Huy), đã dâng trọng thành Thọ Dương cho kình địch Bắc Ngụy.
Sau đó, Tiêu Bảo Quyển cử các tướng Thôi Huệ Cảnh (崔慧景) và Tiêu Ý (蕭懿) đi lấy lại Thọ Dương. Tuy nhiên, ngay sau khi họ rời khỏi khu vực kinh thành, Thôi Huệ Cảnh đã bố cáo rằng vì hoàng đế là người hung bạo nên ông ta bắt đầu nổi dậy để phế truất hôn quân. Ông đã thuyết phục em trai Tiêu Bảo Quyển là Tiêu Bảo Huyền cùng tham gia và chỉ trong vòng 12 ngày họ đã tiến đến kinh thành và bao vây hoàng cung. Tuy nhiên, lúc này Thôi Hạo do nghĩ rằng thắng lợi đã nằm trong tầm tay nên đã không tích cực tiến hành tiếp các cuộc tấn công, Tiêu Bảo Quyển đã cử người đưa tin đến triệu hồi Tiêu Ý về ứng cứu kinh thành. Tiêu Ý nhanh chóng quay trở lại kinh thành và đánh bại Thôi Huệ Cảnh, bản thân Thôi bị giết trong khi chạy trốn còn Tiêu Bảo Huyền bị xử tử.
Sau cái chết của Thôi Huệ Cảnh, Tiêu Bảo Quyển trở nên tự tin hơn, và các thuộc hạ của ông nhanh chóng kiểm soát triều đình. Ông sủng ái quý phi Phan Ngọc Nhi, trao tặng nhiều thứ cho bà cùng nhạc phụ Phan Bảo Khánh (潘寶慶). Phan Bảo Khánh thường vu cáo những người khác phạm tội và khiến họ bị xử tội chết nhằm tước đoạt lấy tài sản. Tiêu Bảo Quyển cũng cho xây dựng nhiều công trình và thường yêu cầu người dân phải cống nạp những đồ xa xỉ, các thuộc hạ của ông nhân cơ hội này đã bắt dân chúng phải nộp thậm chí còn nhiều hơn nữa.
Sau khi đánh bại được Thôi Huệ Cảnh, Tiêu Bảo Quyển đã phong cho Tiêu Ý chức thừa tướng, song ngay sau đó cũng trở nên nghi ngờ Tiêu Ý, và do bị các thuộc hạ thuyết phục, ông đã buộc Tiêu Ý phải tự sát vào mùa đông năm 500. Tam đệ của Tiêu Ý là Tiêu Diễn, khi đó đang giữ chức thứ sử Ung Châu (雍州, nay là tây bắc bộ Hồ Bắc) đã tuyên bố nổi dậy từ trị sở tại Tương Dương. Tiêu Bảo Quyển đã cử tướng Lưu Sơn Dương (劉山陽) đi đánh Tiêu Diễn. Tiêu Dĩnh Trụ (蕭穎冑), đã tham gia cùng Tiêu Diễn và giết chết Lưu Sơn Dương (Tiêu Dĩnh Trụ là người của Tiêu Bảo Dung, khi đó đang là thứ sử trên danh nghĩa của Kinh Châu (荊州, nay là trung bộ và tây bộ Hồ Bắc). Cả Tiêu Diễn và Tiêu Dĩnh Trụ sau đó đều tuyên bố rằng muốn phế truất Tiêu Bảo Quyển và đưa Tiêu Bảo Dung lên làm hoàng đế. Tiêu Dĩnh Trụ vẫn ở lại Giang Lăng cùng với Tiêu Bảo Dung, trong khi Tiêu Diễn tiến về phía đông.
Tiêu Diễn tiến quân không nhanh song đều đặn, và đến mùa xuân năm 501 thì nửa phía tây của đế quốc đã nằm dưới quyền kiểm soát của quân nổi dậy. Trong khi đó, Tiêu Dĩnh Trụ buộc Tiêu Bảo Dung xưng đế (tức Hòa Đế). Trong vài tháng sau đó, Nam Tề có hai hoàng đế. Trong lúc này, tại Kiến Khang đã có hai âm mưu khác nhằm giết chết Tiêu Bảo Quyển, một là của Ba Lăng vương Tiêu Bảo Trụ (蕭昭冑) (cháu nội của Cao Đế), và một là của Trương Hân Thái (張欣泰), song đều thất bại. Đến mùa đông năm 501, Tiêu Diễn đã tiến về Kiến Khang và bao vây kinh thành và có được các chiến thắng ban đầu trước quân của Tiêu Bảo Quyển, song kinh thành được các tướng Vương Trân Quốc (王珍國) và Trương Tắc (張稷) phòng thủ tốt. Lúc này, Tiêu Dĩnh Trụ, người đã duy trì một thế cân bằng quyền lực với Tiêu Diễn, đã lâm bệnh qua đời, và từ thời điểm này, Tiêu Diễn là người đứng đầu quân nổi dậy.
Khoảng tết năm 501, các thuộc hạ của Tiêu Bảo Quyển nói với ông rằng, theo quan điểm của họ, Vương Trân Quốc và Trương Tắc không toàn tâm toàn ý đánh bại quân của Tiêu Diễn. Hay được tin này, trong lo sợ, Vương và Trương đã ám sát Tiêu Bảo Quyển và đem thủ cấp đến trình Tiêu Diễn. Tiêu Bảo Quyển bị giáng thụy hiệu thành Đông Hôn hầu. Phan quý phi và các thuộc hạ khác của ông đều bị xử tử, còn Trữ Hoàng hậu và Thái tử Tiêu Tụng bị giáng làm thường dân. Năm 502, Tiêu Diễn đoạt ngôi từ Tiêu Bảo Dung, chấm dứt triều Nam Tề và lập nên triều Lương.

## Thông tin cá nhân
- Cha: Minh Đế
- Mẹ: Tây Xương hầu phu nhân Lưu Huệ Đoan (劉惠端), truy tôn Minh Kính Hoàng hậu
- Hậu phi:
  - Hoàng hậu Trữ Lệnh Cừ (褚令璩)
  - Quý phi Phan Ngọc Nhi (潘玉奴)
  - Hoàng thục nghi, sinh Tiêu Tụng
  - Ngô thục viện, sau trở thành phi tần của Lương Vũ Đế
- Hậu duệ:
  - Thái tử Tiêu Tụng (蕭誦)
  - Tiêu Tống (蕭綜), con trai của Lương Vũ Đế và Ngô thục viện, sau này vì cho rằng mình là con trai của Tiêu Bảo Quyển nên đã đầu hàng Bắc Ngụy và đổi tên thành Tiêu Tán (蕭贊), song không có bằng chứng để chứng minh những gì ông ta tin tưởng là sự thật.